# Diphyus peringueyi
Diphyus peringueyi là một loài tò vò trong họ Ichneumonidae.